# Hunya
Hunya est un village et une commune du comitat de Békés en Hongrie.